# Brian Vogelzang
Brian Vogelzang (Nieuwegein, 1 augustus 2000) is een Nederlands voetballer die doorgaans als verdediger speelt.
Vogelzang begon bij SV Buren en kwam via CVV Vriendenschaar in 2016 in de Vitesse Voetbal Academie. Op 14 januari 2018 debuteerde hij voor Jong Vitesse als basisspeler in de competitiewedstrijd in de Derde divisie zondag thuis tegen Be Quick 1887 (3-2). Hij zat nog enkele keren op de bank en in 2019 ging Vogelzang naar het beloftenteam van N.E.C..
In november 2020 maakte hij samen met Lion Kalentjev op huurbasis de overstap naar TOP Oss. Dit kon tussentijds vanwege de samenwerking in de Voetbal Academie N.E.C. tussen beide clubs. Het onder 21 team van N.E.C. had de activiteiten gestaakt vanwege de Coronacrisis en TOP had mede daardoor een smalle selectie. Vogelzang maakte zijn debuut in de Eerste divisie op 19 december in de uitwedstrijd bij N.E.C. (0-1) als invaller in blessuretijd voor Dean Guezen. Medio 2021 ging hij naar VV DOVO dat uitkomt in de Derde divisie zaterdag. Eind augustus zag hij daar alsnog vanaf en keerde Vogelzang terug bij zijn eerste club SV Buren.